# Tomebamba
De Tomebamba is een rivier in Ecuador die door onder andere Cuenca loopt. Tomebamba was vroeger ook de naam van Cuenca.
De Tomebamba grenst aan het historisch centrum van Cuenca. Hier staan naar schatting 120 beschermde gebouwen langsheen de rivier.
De rivier ontspringt in het Nationaal Park El Cajas, ten noordoosten van Cuenca, in een gebied dat bekendstaat als "Tres Cruces". Nadat de rivier samenkomt met de Río Machángara krijgt het de naam Rio Cuenca, die later opgaat in de Rio Paute. Het water van de Tomebamba bereikt na het passeren van andere rivieren de Amazonerivier en vervolgens de Atlantische Oceaan. De belangrijkste zijrivier van de Tomebamba is de Yanuncay-rivier.

## Naam
De rivier is genoemd naar de oude (Inka)naam van de stad Cuenca.